# Ma Rainey

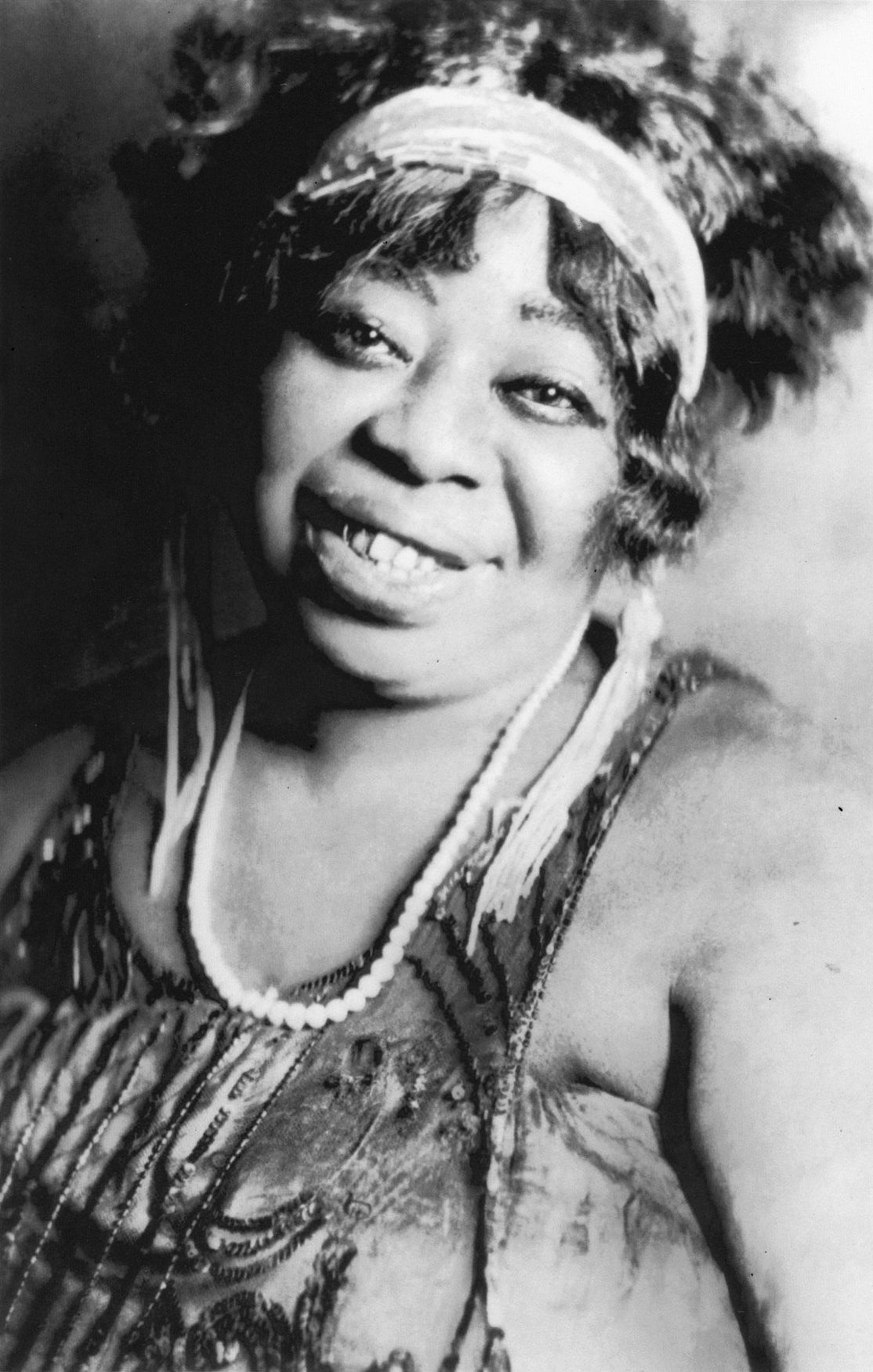
Ma Rainey in de jaren 20

Ma Rainey (geboren als Gertrude Malissa Nix Pridgett, Columbus (Georgia), 26 april 1886 - aldaar, 22 december 1939) was een Amerikaanse blueszangeres. Ze was zeer invloedrijk in de begintijd van de blues.
Rainey was één van de eerste professionele Amerikaanse blueszangeressen en werd daarom door haar platenmaatschappij Paramount de 'moeder van de blues' genoemd. Zij stond bekend om haar krachtige vocale vaardigheden, energieke karakter, majestueuze frasering en een "kreunende" zangstijl. Deze kwaliteiten komen het duidelijkst naar voren in haar vroege opnames.
Gertrude Pridgett trad als tiener al op en werd na haar huwelijk met Will "Pa" Rainey in 1904 bekend als "Ma" Rainey . Ze toerden met de Rabbit Foot Minstrels en vormden later hun eigen groep, Rainey and Rainey, Assassinators of the Blues. Ze maakte haar eerste plaatopname voor Paramount in 1923. In de daaropvolgende vijf jaar werden meer dan 100 opnames van haar uitgebracht, waaronder 'Bo-Weevil Blues' (1923), 'Moonshine Blues' (1923), 'See See Rider Blues' (1925), de bluesstandaard 'Ma Rainey's Black Bottom' (1927) en 'Soon This Morning' (1927).
Rainey werkte ook samen met Thomas Dorsey, Tampa Red en Louis Armstrong, ging op tournee met de Georgia Jazz Band en nam platen met hen op. In 1935, stopte zij grotendeels met optreden en ging, tot aan haar dood vier jaar later, werken als theaterimpresario in haar geboorteplaats Columbus. Ze is postuum opgenomen in de Blues Hall of Fame, evenals in de Rock and Roll Hall of Fame. Ma Rainey is geportretteerd in verschillende films, waaronder de met een Academy Award bekroonde Netflix-film Ma Rainey's Black Bottom uit 2020.

## Jeugd
Er is onzekerheid over de geboortedatum van Gertrude Pridgett. Sommige bronnen geven aan dat ze is geboren in 1882, terwijl de meeste bronnen beweren dat ze is geboren op 26 april 1886. Pridgett beweerde zelf te zijn geboren op 26 april 1886 (te beginnen met de volkstelling van 1910, gehouden op 25 april 1910) in Columbus, Georgia. De volkstelling van 1900 geeft echter aan dat ze in september 1882 in Alabama is geboren, en onderzoekers Bob Eagle en Eric LeBlanc suggereren dat haar geboorteplaats in Russell County, Alabama was. Ze was de tweede van vijf kinderen van Thomas en Ella (geboortenaam Allen) Pridgett, uit Alabama. Ze had minstens twee broers en een zus, Malissa Pridgett Nix.
In februari 1904 trouwde Ma Rainey met William "Pa" Rainey en nam de artiestennaam "Ma Rainey" aan.

## Toneelcarrière
Pridgett begon haar carrière als artiest bij een talentenjacht in Columbus, toen ze ongeveer 14 jaar oud was. Als lid van de First African Baptist Church begon ze op te treden in zwarte minstrel shows. Ze beweerde later dat ze rond 1902 voor het eerst in aanraking kwam met bluesmuziek, hoewel dat toen geen gangbare naam was voor die stijl. Ze vormde de Alabama Fun Makers Company met haar man, Will Rainey, maar in 1906 sloten ze zich allebei aan bij Pat Chappelle's veel grotere en populairdere Rabbit's Foot Company, waar ze samen werden aangekondigd als "Black Face Song and Dance Comedians, Jubilee Singers and Cake Walkers". In 1910 werd ze beschreven als "Mrs Gertrude Rainey, our coon shooter". Ze ging verder met de Rabbit's Foot Company nadat deze in 1912 was overgenomen door een nieuwe eigenaar, F. S. Wolcott. Rainey zei dat ze "Blues Music" ontdekte toen ze op een avond in Missouri optrad, en een meisje haar liet kennismaken met een droevig lied over een man die een vrouw verlaat. Rainey leerde de tekst van het nummer en voegde het aan haar optredens toe. Rainey beweerde dat ze de term "blues" had bedacht toen haar werd gevraagd wat voor soort lied ze zong.
Vanaf 1914 werden de Raineys aangekondigd als "Rainey and Rainey, Assassinators of the Blues". Overwinterend in New Orleans ontmoette ze talloze muzikanten, waaronder Joe "King" Oliver, Louis Armstrong, Sidney Bechet en Pops Foster. Naarmate de populariteit van bluesmuziek toenam, werd ze bekender. Rond deze tijd ontmoette ze Bessie Smith, een jonge blueszangeres die ook naam aan het maken was. Later ontstond zich een verhaal dat Rainey Smith ontvoerde, haar dwong zich bij de Rabbit's Foot Minstrels aan te sluiten en haar blues leerde zingen. ; het verhaal werd evenwel betwist door Smiths schoonzus Maud Smith.

## Platencarrière
Vanaf het einde van de jaren 1910 was er een toenemende vraag naar opnames door zwarte muzikanten. In 1920 was Mamie Smith de eerste zwarte vrouw die een plaat opnam, voor het label OKeh. In 1923 werd Rainey ontdekt door J. Mayo Williams, producer van Paramount Records. Ze tekende een platencontract bij Paramount en in december maakte ze haar eerste acht opnames in Chicago, waaronder 'Bad Luck Blues', 'Bo-Weevil Blues' en 'Moonshine Blues'. Ze maakte de daaropvolgende vijf jaar meer dan 100 andere opnames, wat haar ook bekendheid bracht buiten het zuiden van de VS. Paramount voerde een uitgebreide promotiecampagne en noemde haar de "Mother of the Blues", de "Songbird of the South", de "Gold-Neck Woman of the Blues" en de "Paramount Wildcat".
In 1924 nam Rainey samen met Louis Armstrong, onder meer 'Jelly Bean Blues', 'Countin' the Blues' en 'See, See Rider' op. In hetzelfde jaar begon ze aan een tournee door de Theatre Owners Booking Association (TOBA) in het zuiden en middenwesten van de Verenigde Staten, waar ze zong voor een zwart-wit publiek. Ze werd begeleid door de bandleider en pianist Thomas Dorsey met zijn band "The Wildcats Jazz Band". Ze begonnen hun tournee met een optreden in Chicago in april 1924 en gingen door tot 1928. Dorsey verliet de groep in 1926 vanwege zijn slechte gezondheid en werd als bandleider vervangen door kornettist Fuller Henderson met op piano diens vrouw Lillian Hardaway Henderson.
Hoewel de meeste liedjes van Rainey waarin seksualiteit wordt genoemd, verwijzen naar liefdesaffaires met mannen, bevatten sommige van haar teksten verwijzingen naar lesbianisme en biseksualiteit, zoals het nummer "Prove It on Me" uit 1928:
Ze zeiden dat ik het doe, niemand heeft me betrapt.
Ik moet het zeker aan mij bewijzen.
Ging gisteravond uit met een menigte van mijn vrienden.
Het moeten vrouwen zijn geweest, want ik hou niet van mannen.
Het is waar dat ik een kraag en stropdas draag.
Laat de wind de hele tijd waaien.
Volgens de website queerculturalcenter.org verwijzen de teksten naar een incident in 1925 waarbij Rainey "werd gearresteerd wegens deelname aan een orgie bij [haar] thuis waarbij vrouwen in haar refrein betrokken waren". De politieke activist en geleerde Angela Y. Davis merkte op dat "'Prove It on Me' een culturele voorloper is van de lesbische culturele beweging van de jaren zeventig, die begon te kristalliseren rond de uitvoering en opname van lesbische bevestigende liedjes." Destijds omarmde een advertentie voor het nummer de genderbending die in de tekst wordt geschetst en waarin Rainey in een driedelig mannenpak te zien was tussen vrouwen terwijl een politieagent in de buurt op de loer ligt.
In tegenstelling tot veel blueszangers van haar tijd, schreef Rainey minstens een derde van de liedjes die ze zong zelf, waaronder veel van haar beroemdste nummers zoals 'Moonshine Blues' en 'Ma Rainey's Black Bottom', die standaarden zouden worden in het klassieke bluesrepertoire.
Gedurende de jaren twintig had Ma Rainey de reputatie een van de meest dynamische artiesten in de Verenigde Staten te zijn, grotendeels dankzij haar songwriting, showmanship en stem. Zij en haar band konden tijdens een tournee met de Theatre Owners 'Booking Association $ 350 per week verdienen, wat het dubbele was van dat van Bessie Brown en George Williams, terwijl iets meer dan de helft van wat Bessie Smith uiteindelijk zou vragen.
Tegen het einde van de jaren twintig raakte de vaudeville in verval als gevolg van radio en plaatopnames. Rainey's carrière werd niet onmiddellijk beïnvloed; ze ging door met opnemen voor Paramount en verdiende genoeg geld met touren om een bus te kopen met haar naam erop. In 1928 werkte ze weer samen met Dorsey en nam ze 20 nummers op, voordat Paramount haar contract opzegde. Haar stijl van blues werd door het label niet langer als modieus beschouwd. Het is onduidelijk of ze de royalty's op haar liedjes bleef ontvangen nadat haar contract bij Paramount was beëindigd.

## Privéleven en overlijden
Ma Rainey en Pa Rainey adopteerden een zoon genaamd Danny, die zich later bij de muzikale act van zijn ouders voegde. Rainey ontwikkelde een relatie met Bessie Smith. Ze werden zo hecht dat er geruchten de ronde deden dat hun relatie mogelijk ook romantisch van aard was. Het gerucht ging ook dat Smith Ma Rainey ooit uit de gevangenis had gehaald.
De Raineys gingen in 1916 uit elkaar.
In 1935 keerde Rainey terug naar haar geboorteplaats, Columbus in Georgia, als eigenares van drie theaters, de Liberty in Columbus en de Lyric and the Airdrome in Rome (Georgia). Ze stierf aan een hartaanval in 1939.

## Culturele erfenis en onderscheidingen
Ma Rainey creëerde wat nu bekend staat als "klassieke blues", terwijl ze ook de zwarte gemeenschap portretteerde als nooit tevoren. Als muzikale vernieuwer bouwde ze voort op de minstrel show en vaudevilletradities met een mix van Amerikaanse bluestradities die ze tegenkwam tijdens haar uitgebreide tours door het land. Ze hielp bij het pionieren van een genre dat noordelijke- en zuidelijke-, zowel landelijke als stedelijke doelgroepen aansprak.
Haar kenmerkende lage en schorre stem, gezongen met Rainey's enthousiasme en gezaghebbende stijl, inspireerde navolgers als de jonge Louis Armstrong, Janis Joplin en Bonnie Raitt.
In haar songteksten portretteerde Rainey als geen ander het leven van zwarte vrouwen in die tijd en weerspiegelde ze een breed scala aan emoties en ervaringen. In haar boek "Blues Legacies and Black Feminism" uit 1999 schreef Angela Davis dat Rainey's liedteksten vol staan met vrouwen die "expliciet hun recht uitoefenen om zich even uitgebreid en zelfs ongewenst te gedragen als mannen". In haar liedjes sluipen zij en andere zwarte vrouwen rond om wraak te nemen, de hele nacht te drinken en te feesten in een levensstijl, die "in strijd was met de ideeën van de blanke vrouwelijke fatsoensnormen uit de middenklasse". Het portretteren van zwarte vrouwelijke seksualiteit, inclusief die welke tegen heteronormatieve normen ingaan, bestreden ideeën over wat een vrouw zou moeten zijn en inspireerden Alice Walker bij het ontwikkelen van haar personages voor The Color Purple (roman). Opscheppen over seksuele escapades was destijds populair in mannenliedjes, maar door haar gebruik van deze thema's in haar werken werd ze zowel fel onafhankelijk als onbevreesd en velen hebben verband gelegd tussen haar gebruik van deze thema's en hun moderne gebruik in hiphop.
Rainey was ook een mode-icoon die pionierde met flitsende, dure kostuums in haar optredens, waarbij ze struisvogelpluimen, satijnen jurken, pailletten, gouden halskettingen, diamanten tiara's en gouden tanden droeg.
Rainey werd in 1983 opgenomen in de "Blues Foundation's Hall of Fame" en in 1990 in de "Rock and Roll Hall of Fame". In 1994 gaf de Amerikaanse postdienst een herdenkingspostzegel van 29 cent uit ter ere van haar. In 2004 werd 'See See Rider Blues' (uitgevoerd in 1924) opgenomen in de Grammy Hall of Fame en toegevoegd aan de National Recording Registry door de National Recording Preservation Board van de Library of Congress.
Er werd in 2007 ook een klein museum geopend in Columbus om de nalatenschap van Ma Rainey te eren. Het is in het huis dat ze voor haar moeder had gebouwd en waar ze later woonde van 1935 tot aan haar dood in 1939.
Het eerste jaarlijkse "Ma Rainey International Blues Festival" werd gehouden in april 2016 in Columbus in  Georgia, vlak bij het huis dat Rainey bezat en bewoonde op het moment van haar overlijden. In 2017 werd de "Rainey-McCullers School of the Arts" geopend in Columbus, genoemd ter ere van Rainey en auteur Carson McCullers.

## In populaire cultuur
Sterling A. Brown schreef het gedicht "Ma Rainey" in 1932, over hoe "When Ma Rainey / comes to town" mensen overal haar zouden horen zingen. In 1981 schreef Sandra Lieb het eerste volledige boek over Rainey, Mother of the Blues: A Study of Ma Rainey.
Ma Rainey's Black Bottom, een toneelstuk uit 1982 van August Wilson, is een fictief verslag van een opname van haar lied met dezelfde titel dat zich afspeelt in 1927. Theresa Merritt en Whoopi Goldberg speelden de hoofdrol als Rainey in respectievelijk de Original en Revival Broadway-producties. Viola Davis speelde Rainey in de verfilming van het stuk uit 2020 en werd genomineerd voor de Academy Award voor beste actrice.
Mo'Nique speelde Rainey in de HBO-televisiefilm Bessie uit 2015 over het leven van Bessie Smith, waarvoor ze een nominatie verdiende voor een Primetime Emmy Award voor beste vrouwelijke bijrol in een beperkte serie of film.

## Discografie
Deze sorteerbare tabel bevat alle 94 titels die door Rainey zijn opgenomen.
De opnamedata zijn bij benadering.
De indeling, door Sandra Lieb, is bijna geheel op vorm. Bluesnummers die slechts gedeeltelijk uit een structuur van twaalf maten bestaan, worden geclassificeerd als mengsels van blues en populaire liedvormen. Nummers zonder structuur van twaalf maten of acht maten worden geclassificeerd als niet-blues.
De kolommen JSP en DOCD verwijzen naar de twee volledige heruitgaven van de cd.
Klik op een label om te sorteren. Klik op # om terug te keren naar de chronologische volgorde.
| #  | Matrix | Opname jaar/maand | Titel                                           | Begeleiding                                          | Paramount issue no. | Sandra Lieb classificatie | JSP 77933 | Document DOCD | Opmerkingen                                             |
| -- | ------ | ----------------- | ----------------------------------------------- | ---------------------------------------------------- | ------------------- | ------------------------- | --------- | ------------- | ------------------------------------------------------- |
| 01 | 1596   | 1923/12           | 'Bad Luck Blues'                                | Lovie Austin Blues Serenaders                        | 12081               | Twaalf maten blues        | A         | 5581          |                                                         |
| 02 | 1597   | 1923/12           | 'Bo-Weavil Blues'                               | Lovie Austin Blues Serenaders                        | 12080               | mix van blues en pop      | A         | 5581          | andere take op JSP & DOCD                               |
| 03 | 1598   | 1923/12           | 'Barrel House Blues'                            | Lovie Austin Blues Serenaders                        | 12082               | Twaalf maten blues        | A         | 5581          |                                                         |
| 04 | 1599   | 1923/12           | 'Those All Night Long Blues'                    | Lovie Austin Blues Serenaders                        | 12081               | geen blues                | A         | 5581          | andere take op JSP & DOCD                               |
| 05 | 1608   | 1923/12           | 'Moonshine Blues'                               | Lovie Austin Blues Serenaders                        | 12083               | mix van blues en pop      | A         | 5581          |                                                         |
| 06 | 1609   | 1923/12           | 'Last Minute Blues'                             | Lovie Austin Blues Serenaders                        | 12080               | Twaalf maten blues        | A         | 5581          |                                                         |
| 07 | 1612   | 1923/12           | 'SoutHaarn Blues'                               | Lovie Austin Blues Serenaders                        | 12083               | Twaalf maten blues        | A         | 5581          |                                                         |
| 08 | 1613   | 1923/12           | 'Walking Blues'                                 | Lovie Austin Blues Serenaders                        | 12082               | Twaalf maten blues        | A         | 5581          |                                                         |
| 09 | 1698   | 1924/03           | 'Lost Wandering Blues'                          | The Pruitt Twins                                     | 12098               | Twaalf maten blues        | A         | 5581          |                                                         |
| 10 | 1699   | 1924/03           | 'Dream Blues'                                   | The Pruitt Twins                                     | 12098               | Twaalf maten blues        | A         | 5581          |                                                         |
| 11 | 1701   | 1924/03           | 'Honey WHaare You Been So Long?'                | Lovie Austin Blues Serenaders                        | 12200               | geen blues                | A         | 5581          |                                                         |
| 12 | 1702   | 1924/03           | 'Ya-Da-Do'                                      | Georgia Jazz Band                                    | 12257               | geen blues                | A         | 5581          | andere take op JSP & DOCD                               |
| 13 | 1703   | 1924/03           | 'Those Dogs of Mine' '(Famous Cornfield Blues)' | Lovie Austin Blues Serenaders                        | 12215               | geen blues                | A         | 5581          |                                                         |
| 14 | 1704   | 1924/03           | 'Lucky Rock Blues'                              | Lovie Austin Blues Serenaders                        | 12215               | mix van blues en pop      | A         | 5581          |                                                         |
| 15 | 1741   | 1924/04           | 'South Bound Blues'                             | Georgia Jazz Band                                    | 12227               | geen blues                | A         | 5581          |                                                         |
| 16 | 1758   | 1924/05           | 'Lawd Send Me a Man Blues'                      | Georgia Jazz Band                                    | 12227               | geen blues                | A         | 5581          |                                                         |
| 17 | 1759   | 1924/05           | 'Ma Rainey's Mystery Record'                    | Lovie Austin Blues Serenaders                        | 12200               | Twaalf maten blues        | A         | 5581          |                                                         |
| 18 | 1824   | 1924/08           | 'Shave 'Em Dry Blues'                           | The Pruitt Twins                                     | 12222               | Eight-bar blues           | B         | 5581          |                                                         |
| 19 | 1825   | 1924/08           | 'Farewell Daddy Blues'                          | The Pruitt Twins                                     | 12222               | Twaalf maten blues        | B         | 5581          |                                                         |
| 20 | 1922   | 1924/10           | 'Booze and Blues'                               | Georgia Jazz Band                                    | 12242               | Twaalf maten blues        | B         | 5582          |                                                         |
| 21 | 1923   | 1924/10           | 'Toad Frog Blues'                               | Georgia Jazz Band                                    | 12242               | Twaalf maten blues        | B         | 5582          |                                                         |
| 22 | 1924   | 1924/10           | 'Jealous Hearted Blues'                         | Georgia Jazz Band                                    | 12252               | Twaalf maten blues        | B         | 5582          |                                                         |
| 23 | 1925   | 1924/10           | 'See See Rider Blues'                           | Georgia Jazz Band                                    | 12252               | mix van blues en pop      | B         | 5582          | met Louis Armstrong; andere take op JSP & DOCD          |
| 24 | 1926   | 1924/10           | 'Jelly Bean Blues'                              | Georgia Jazz Band                                    | 12238               | mix van blues en pop      | B         | 5582          | met Louis Armstrong                                     |
| 25 | 1927   | 1924/10           | 'Countin' the Blues'                            | Georgia Jazz Band                                    | 12238               | Twaalf maten blues        | B         | 5582          | met Louis Armstrong; andere take op JSP & DOCD          |
| 26 | 10001  | 1924/11           | 'Cell Bound Blues'                              | Georgia Jazz Band                                    | 12257               | mix van blues en pop      | B         | 5582          |                                                         |
| 27 | 2136   | 1925/05           | 'Army Camp Harmony Blues'                       | Georgia Jazz Band                                    | 12284               | Twaalf maten blues        | B         | 5582          | andere take op JSP & DOCD                               |
| 28 | 2137   | 1925/05           | 'Explaining the Blues'                          | Georgia Jazz Band                                    | 12284               | Twaalf maten blues        | B         | 5582          | andere take op JSP & DOCD                               |
| 29 | 2138   | 1925/05           | 'Louisiana Hoo Doo Blues'                       | Georgia Jazz Band                                    | 12290               | Twaalf maten blues        | B         | 5582          |                                                         |
| 30 | 2138   | 1925/05           | 'Goodbye Daddy Blues'                           | Georgia Jazz Band                                    | 12290               | mix van blues en pop      | B         | 5582          |                                                         |
| 31 | 2209   | 1925/05           | 'Stormy Seas Blues'                             | Georgia Band                                         | 12295               | Twaalf maten blues        | B         | 5582          | andere take op DOCD5625                                 |
| 32 | 2210   | 1925/08           | 'Rough and Tumble Blues'                        | Georgia Band                                         | 12311               | Twaalf maten blues        | B         | 5582          |                                                         |
| 33 | 2211   | 1925/08           | 'Night Time Blues'                              | Georgia Band                                         | 12303               | Twaalf maten blues        | B         | 5582          | andere take op JSP & DOCD                               |
| 34 | 2212   | 1925/08           | 'Levee Camp Moan'                               | Georgia Band                                         | 12295               | geen blues                | B         | 5582          |                                                         |
| 35 | 2213   | 1925/08           | 'Four Day Honorary Scat'                        | Georgia Band                                         | 12303               | geen blues                | B         | 5582          | Misdruk voor Fore Day'; andere take op JSP & DOCD       |
| 36 | 2214   | 1925/08           | 'Memphis Bound Blues'                           | Georgia Band                                         | 12311               | Twaalf maten blues        | B         | 5582          |                                                         |
| 37 | 2369   | 1925/12           | 'Slave to the Blues'                            | Georgia Band                                         | 12332               | Twaalf maten blues        | C         | 5583          |                                                         |
| 38 | 2370   | 1925/12           | 'Yonder Come the Blues'                         | Georgia Band                                         | 12357               | geen blues                | C         | 5583          |                                                         |
| 39 | 2371   | 1925/12           | 'Titanic Man Blues'                             | Georgia Band                                         | 12374               | mix van blues en pop      | C         | 5583          | andere take op JSP & DOCD                               |
| 40 | 2372   | 1925/12           | 'Chain Gang Blues'                              | Georgia Band                                         | 12338               | Twaalf maten blues        | C         | 5583          |                                                         |
| 41 | 2373   | 1925/12           | 'Bessemer Bound Blues'                          | Georgia Jazz Band                                    | 12374               | Twaalf maten blues        | C         | 5583          | andere take op JSP & DOCD                               |
| 42 | 2374   | 1925/12           | 'Oh My Babe Blues'                              | Georgia Band                                         | 12332               | geen blues                | C         | 5583          |                                                         |
| 43 | 2375   | 1925/12           | 'Wringing and Twisting Blues'                   | Georgia Band                                         | 12338               | geen blues                | C         | 5583          |                                                         |
| 44 | 2369   | 1925/12           | 'Stack O'Lee Blues'                             | Georgia Band                                         | 12357               | Ballad                    | C         | 5583          |                                                         |
| 45 | 2448   | 1926/03           | 'Broken Hearted Blues'                          | Georgia Band                                         | 12364               | Twaalf maten blues        | C         | 5583          | andere take op DOCD5625                                 |
| 46 | 2451   | 1926/03           | 'Jealousy Blues'                                | Georgia Band                                         | 12364               | geen blues                | C         | 5583          | andere take op DOCD5660                                 |
| 47 | 2452   | 1926/03           | 'Seeking Blues'                                 | Georgia Band                                         | 12352               | mix van blues en pop      | C         | 5583          | andere take op JSP & DOCD                               |
| 48 | 2466   | 1926/03           | 'Mountain Jack Blues'                           | Jimmy Blythe (piano)                                 | 12352               | Twaalf maten blues        | C         | 5583          | andere take op JSP & DOCD                               |
| 49 | 2627   | 1926/06           | 'Down in the Basement'                          | Georgia Band                                         | 12395               | geen blues                | C         | 5583          |                                                         |
| 50 | 2628   | 1926/06           | 'Sissy Blues'                                   | Georgia Band                                         | 12384               | Twaalf maten blues        | C         | 5583          |                                                         |
| 51 | 2629   | 1926/06           | 'Broken Soul Blues'                             | Georgia Band                                         | 12384               | geen blues                | C         | 5583          |                                                         |
| 52 | 2631   | 1926/06           | 'Trust No Man'                                  | Lillian Henderson (piano)                            | 12395               | geen blues                | C         | 5583          |                                                         |
| 53 | 405    | 1926/11           | 'Morning Hour Blues'                            | Jimmy Blythe (piano) Blind Blake (gitaar)            | 12455               | Twaalf maten blues        | D         | 5584          |                                                         |
| 54 | 407    | 1926/11           | 'Weepin' Woman Blues'                           | Georgia Boys                                         | 12455               | Twaalf maten blues        | D         | 5584          |                                                         |
| 55 | 408    | 1926/11           | 'Soon This Morning'                             | Georgia Band                                         | 12438               | Twaalf maten blues        | D         | 5584          |                                                         |
| 56 | 4019   | 1926/12           | 'Little Low Mamma Blues'                        | Blind Blake (gitaar) misschien Leroy Picket (violin) | 12419               | Twaalf maten blues        | D         | 5584          |                                                         |
| 57 | 4020   | 1926/12           | 'Grievin Hearted Blues'                         | Blind Blake (gitaar) misschien Leroy Picket (violin) | 12419               | mix van blues en pop      | D         | 5584          |                                                         |
| 58 | 4021   | 1926/12           | 'Don't Fish in My Sea'                          | Jimmy Blythe (piano)                                 | 12438               | Twaalf maten blues        | D         | 5584          |                                                         |
| 59 | 4082   | 1927/08           | 'Big Boy Blues'                                 | Georgia Band                                         | 12548               | Twaalf maten blues        | D         | 5584          |                                                         |
| 60 | 4083   | 1927/08           | 'Blues Oh Blues'                                | Georgia Band                                         | 12566               | geen blues                | D         | 5584          |                                                         |
| 61 | 4090   | 1927/08           | 'Damper Down Blues'                             | Georgia Band                                         | 12548               | Twaalf maten blues        | D         | 5584          |                                                         |
| 62 | 4091   | 1927/08           | 'Gone Daddy Blues'                              | Georgia Band                                         | 12526               | mix van blues en pop      | D         | 5584          |                                                         |
| 63 | 4092   | 1927/08           | 'Oh Papa Blues'                                 | Georgia Band                                         | 12566               | geen blues                | D         | 5584          |                                                         |
| 64 | 4707   | 1927/08           | 'Misery Blues'                                  | Georgia Band                                         | 12508               | geen blues                | D         | 5584          |                                                         |
| 65 | 4708   | 1927/08           | 'Dead Drunk Blues'                              | Georgia Band                                         | 12508               | Twaalf maten blues        | D         | 5584          |                                                         |
| 66 | 4709   | 1927/08           | 'Slow Driving Moan'                             | Georgia Band                                         | 12526               | mix van blues en pop      | D         | 5584          |                                                         |
| 67 | 20228  | 1927/12           | 'Blues the World Forgot—Part 1'                 | Georgia Band                                         | 12647               | Comedy                    | D         | 5584          |                                                         |
| 68 | 20229  | 1927/12           | 'Ma Rainey's Black Bottom'                      | Georgia Band                                         | 12590               | geen blues                | D         | 5584          |                                                         |
| 69 | 20230  | 1927/12           | 'Blues the World Forgot—Part 2'                 | Georgia Band                                         | 12647               | Comedy                    | D         | 5584          |                                                         |
| 70 | 20231  | 1927/12           | 'Hellish Rag'                                   | Georgia Band                                         | 12612               | geen blues                | D         | 5584          |                                                         |
| 71 | 20232  | 1927/12           | 'Georgia Cake Walk'                             | Georgia Band                                         | 12590               | Comedy                    | D         | 5584          |                                                         |
| 72 | 20233  | 1927/12           | 'New Bo-Weavil Blues'                           | Georgia Band                                         | 12603               | mix van blues en pop      | D         | 5584          |                                                         |
| 73 | 20232  | 1927/12           | 'Moonshine Blues'                               | Georgia Band                                         | 12603               | mix van blues en pop      | D         | 5584          |                                                         |
| 74 | 20233  | 1927/12           | 'Ice Bag Papa'                                  | Georgia Band                                         | 12612               | geen blues                | D         | 5584          |                                                         |
| 75 | 20661  | 1928/06           | 'Black Cat Hoot Owl Blues'                      | Tub Jug Washboard Band                               | 12687               | Twaalf maten blues        | E         | 5156          | Bandleider Georgia Tom                                  |
| 76 | 20662  | 1928/06           | 'Log Camp Blues'                                | Tub Jug Washboard Band                               | 12804               | Twaalf maten blues        | E         | 5156          | Bandleider Georgia Tom                                  |
| 77 | 20663  | 1928/06           | 'Hear Me Talking to You'                        | Tub Jug Washboard Band                               | 12668               | Twaalf maten blues        | E         | 5156          | Bandleider Georgia Tom                                  |
| 78 | 20664  | 1928/06           | 'Hustlin' Blues'                                | Tub Jug Washboard Band                               | 12804               | Twaalf maten blues        | E         | 5156          | Bandleider Georgia Tom                                  |
| 79 | 20665  | 1928/06           | 'Prove It on Me Blues'                          | Tub Jug Washboard Band                               | 12668               | geen blues                | E         | 5156          | Bandleider Georgia Tom                                  |
| 80 | 20666  | 1928/06           | 'Victim of the Blues'                           | Tub Jug Washboard Band                               | 12687               | Twaalf maten blues        | E         | 5156          | Bandleider Georgia Tom                                  |
| 81 | 20667  | 1928/06           | 'Traveling Blues'                               | Tub Jug Washboard Band                               | 12707               | Twaalf maten blues        | E         | 5156          | Bandleider Georgia Tom; andere take op JSP and DOCD5216 |
| 82 | 20668  | 1928/06           | 'Deep Moaning Blues Blues'                      | Tub Jug Washboard Band                               | 12707               | Twaalf maten blues        | E         | 5156          | Bandleider Georgia Tom andere take op JSP & DOCD        |
| 83 | 20878  | 1928/09           | 'Daddy Goodbye Blues'                           | Georgia Tom Dorsey (piano) Tampa Red (gitaar)        | 12963               | Eight-bar blues           | E         | 5156          |                                                         |
| 84 | 20879  | 1928/09           | 'Sleep Talking Blues'                           | Georgia Tom Dorsey (piano) Tampa Red (gitaar)        | 12760               | Twaalf maten blues        | E         | 5156          | andere take op JSP & DOCD                               |
| 85 | 20880  | 1928/09           | 'Tough Luck Blues'                              | Georgia Tom Dorsey (piano) Tampa Red (gitaar)        | 12735               | Twaalf maten blues        | E         | 5156          |                                                         |
| 86 | 20881  | 1928/09           | 'Blame It on the Blues'                         | Georgia Tom Dorsey (piano) Tampa Red (gitaar)        | 12760               | Twaalf maten blues        | E         | 5156          |                                                         |
| 87 | 20882  | 1928/09           | 'Sweet Rough Man'                               | Georgia Tom Dorsey (piano) Tampa Red (gitaar)        | 12926               | Twaalf maten blues        | E         | 5156          |                                                         |
| 88 | 20883  | 1928/09           | 'Runaway Blues'                                 | Georgia Tom Dorsey (piano) Tampa Red (gitaar)        | 12902               | Twaalf maten blues        | E         | 5156          |                                                         |
| 89 | 20885  | 1928/09           | 'Screech Owl Blues'                             | Eddie Miller (piano)                                 | 12735               | Twaalf maten blues        | E         | 5156          |                                                         |
| 90 | 20886  | 1928/09           | 'Black Dust Blues'                              | Eddie Miller (piano)                                 | 12926               | Twaalf maten blues        | E         | 5156          |                                                         |
| 91 | 20897  | 1928/09           | 'Leaving This Morning'                          | Georgia Tom Dorsey (piano) Tampa Red (gitaar)        | 12902               | Twaalf maten blues        | E         | 5156          |                                                         |
| 92 | 20898  | 1928/09           | 'Black Eye Blues'                               | Georgia Tom Dorsey (piano) Tampa Red (gitaar)        | 12963               | Twaalf maten blues        | E         | 5156          | andere take op JSP & DOCD                               |
| 93 | 20921  | 1928/10           | 'Ma and Pa Poorhouse Blues'                     | Papa Charlie Jackson (duet & banjo)                  | 12718               | Twaalf maten blues        | E         | 5156          |                                                         |
| 94 | 20144  | 1928/10           | 'Big Feeling Blues'                             | Papa Charlie Jackson (duet & banjo)                  | 12718               | Twaalf maten blues        | E         | 5156          |                                                         |

- Bibsys: 62168
- Biblioteca Nacional de España: XX1081294
- Bibliothèque nationale de France: cb138987867 (data)
- Catàleg d'autoritats de noms i títols de Catalunya: 981058615679606706
- Gemeinsame Normdatei: 121367428
- International Standard Name Identifier: 0000 0000 7975 6054
- Library of Congress Control Number: n50076486
- MusicBrainz: e1deae56-c8f0-4e73-8264-f4b02dfc051c
- Nationale Bibliotheek van Tsjechië: ola2002158383
- Nationale bibliotheek van Australië: 36029947
- Nationale Bibliotheek van Israël: 987007432653105171
- Nationale Bibliotheek van Polen: a0000002622389
- Nederlandse Thesaurus van Auteursnamen: 170125785
- Réseau des bibliothèques de Suisse occidentale: 02-A009452793
- Istituto Centrale per il Catalogo Unico: RAVV244810
- SNAC: w6mp5tzp
- Système universitaire de documentation: 084127066
- Trove: 1193128
- Virtual International Authority File: 54333570
- WorldCat: E39PBJvRYVKyJPHthBwqxVPJDq